# 华榛
华榛（学名：Corylus chinensis）是桦木科榛属的植物，为中国的特有植物。分布于中国大陆的四川、云南等地，生长于海拔2,000米至3,500米的地区，多生在湿润山坡林中，目前尚未由人工引种栽培。

## 别名
山白果（湖北）